# Peter Seisenbacher
Peter Seisenbacher, né le 25 mars 1960 à Vienne, est un ancien judoka autrichien, qui domina dans la catégorie des poids moyen (-86 kg) au milieu des années 1980.

## Biographie
S'illustrant dans la catégorie des poids moyen, Peter Seisenbacher fut champion olympique en 1984 à Los Angeles. Quatre ans plus tard, il conserve son titre et devient le premier judoka, à réaliser cet exploit. Outre ces deux titres olympiques, l'Autrichien a également remporté une médaille d'or aux championnats du monde en 1985 et une couronne européenne en 1986. Il a mis fin à sa carrière après son second titre olympique obtenu en 1988 à Séoul.
En 2019, Seisenbacher est condamné à une peine de cinq années de prison après avoir été jugé coupable de viol sur mineur. La plus jeune de ses victimes avait 9 ans au moment des faits, Il ne s'était pas présenté à son procès d'assises en 2016. Faisant l'objet d'un mandat d'arrêt international, il avait été extradé en 2019 par l'Ukraine, où il avait tenté de fuir, muni de faux papiers . Cette peine est confirmée en appel, le 11 avril 2020, par la Cour de Vienne.

## Palmarès

### Jeux olympiques
- Jeux olympiques de 1984 à Los Angeles (États-Unis) :
  -  Médaille d'or dans la catégorie des poids moyen (-86 kg).
- Jeux olympiques de 1988 à Séoul (Corée du Sud) :
  -  Médaille d'or dans la catégorie des poids moyen (-86 kg).

### Championnats du monde
- Championnats du monde 1985 au Séoul (Corée du Sud) :
  -  Médaille d'or dans la catégorie des poids moyen (-86 kg).

### Championnats d'Europe
| Catégorie / Année | 1980 | 1983 | 1984 | 1985 | 1986 | 1987 | 1988 |
| ----------------- | ---- | ---- | ---- | ---- | ---- | ---- | ---- |
| - 86 kg           | 2e   | 2e   | 3e   | 3e   | 1er  | 3e   | 3e   |
| Toutes catégories | -    | -    | -    | -    | 2e   | -    | -    |